# Wrocław Główny
Wrocław Główny (česky Vratislav hlavní nádraží) je hlavní nádraží ve Vratislavi, městě nacházejícím se na jihozápadě Polska v Dolnoslezském vojvodství.

## Historie

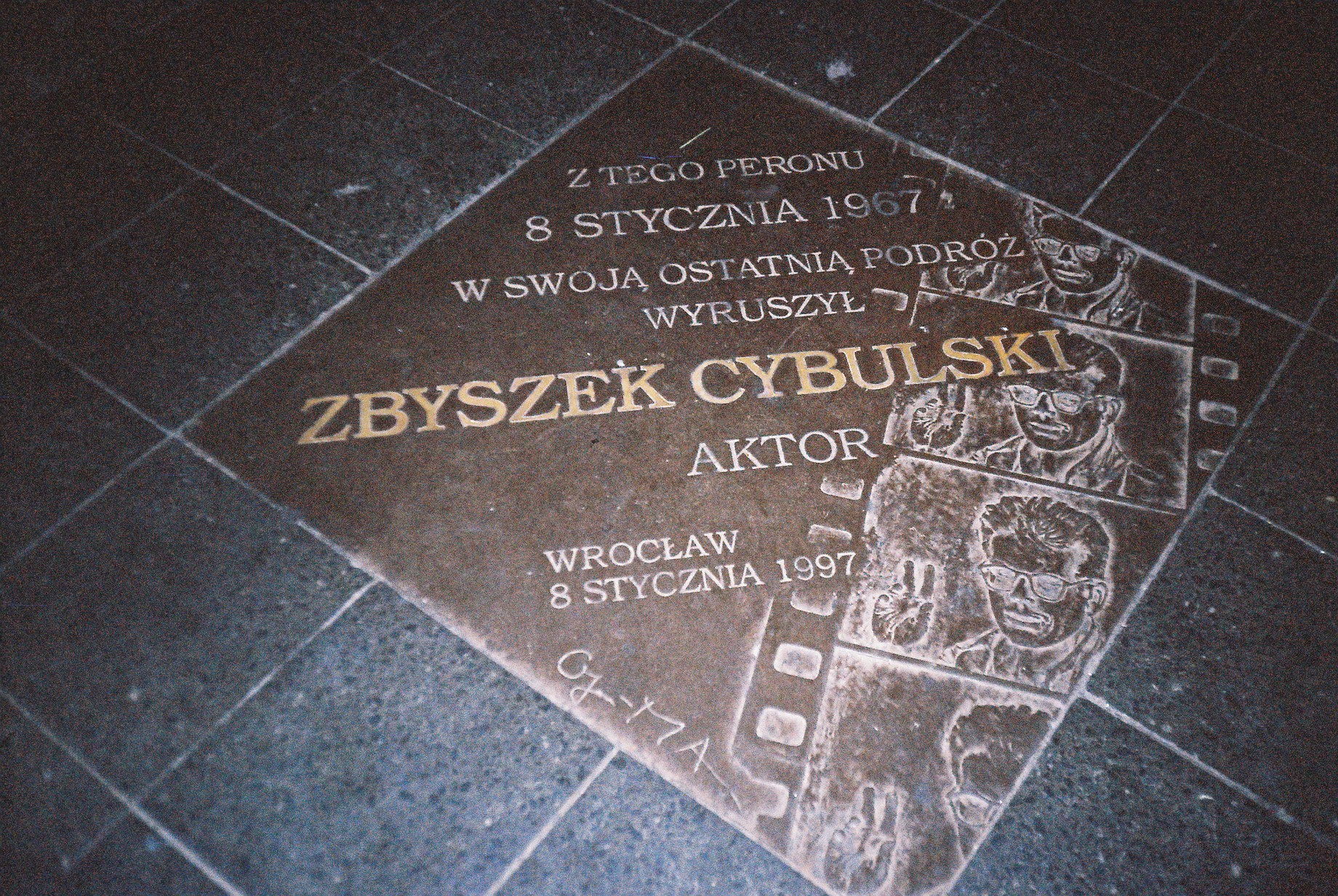
Zbigniew Cybulski – pamětní deska na jednom z nástupišť

Železniční stanice byla vybudována v letech 1855–1857 v souvislosti s výstavbou železničních tratí do Poznaně a Hlohova. Stavba započala 10. září 1855, dokončena byla o dva roky později. Nádražní budovu navrhl architekt Wilhelm Grapow. Na stavbě pracovalo v průměru 250 zedníků, převažujícími stavebními materiály jsou cihla, žula, konstrukční ocel, vápno, portlandský cement. Celkové náklady stavby se vyšplhaly na 449 000 tolarů, nepočítaje náklady na nábytek a osvětlení ve výši 26 400 tolarů.
S ohledem na rostoucí potřeby železniční stanice, bylo koncem 80. let 19. století navrženo její další rozšíření. V letech 1899–1904 byla stanice rozšířena ve stylu kombinující prvky historismu a secese se zachováním stávajících objektů. Rekonstrukci navrhl Bernard Klüsche.
Během druhé světové války byly postaveny podzemní sklady v prostoru před nádražím. Jednalo se o masivní železobetonovou konstrukci, kdy tloušťka stěn dosahovala až tří metrů. Po válce byly uzavřeny. Poškození, které železniční stanice utrpěla během války, se odstraňovala do roku 1949, další rekonstrukce přišla v roce 1960.

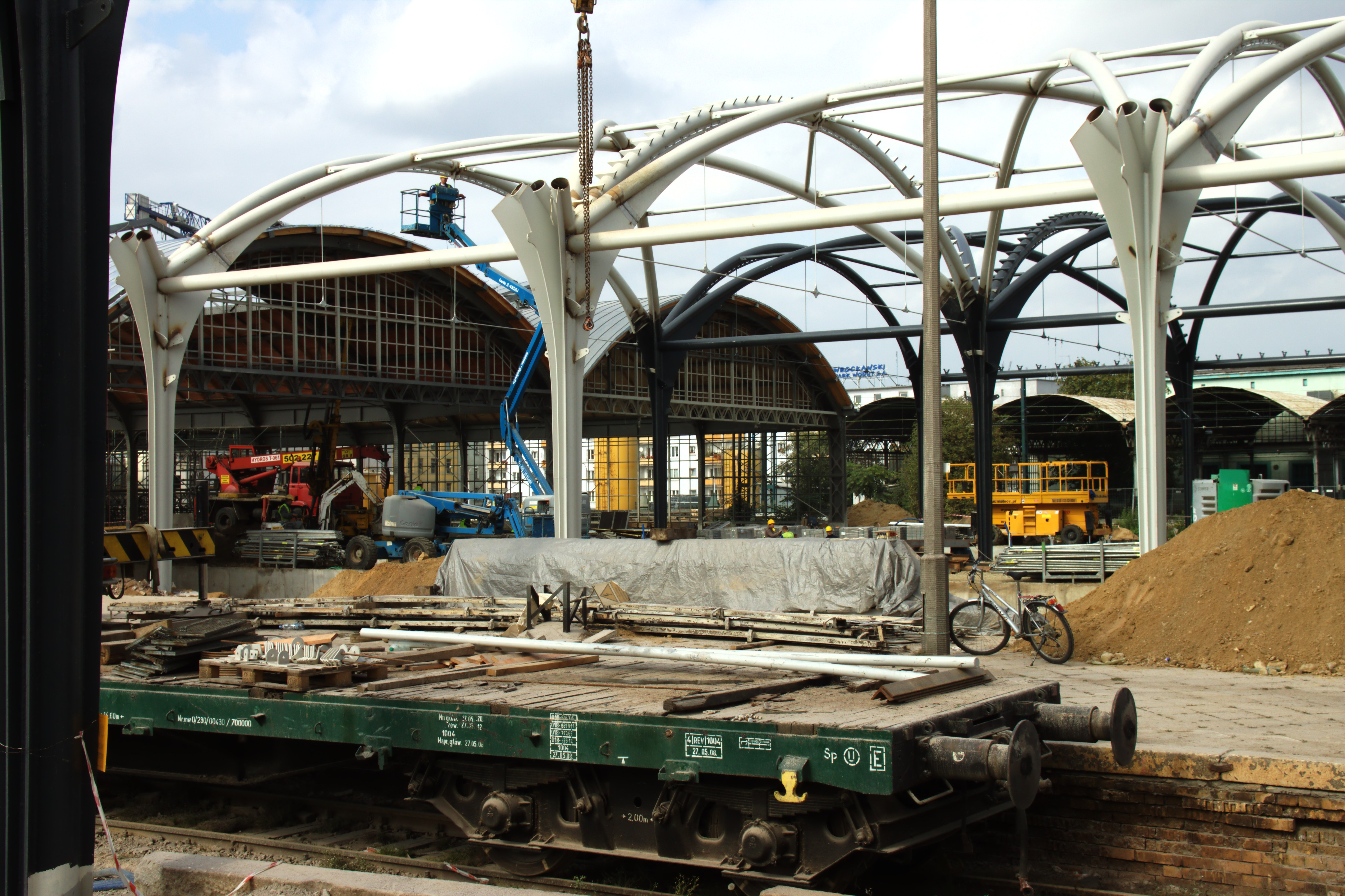
Stavba nové haly (2011)

8. ledna 1967 se na jednom z nástupišť vážně zranil herec Zbigniew Cybulski, když se pokusil naskočit do jedoucího vlaku. Shodou okolností se navracel z natáčení polského kriminálního filmu Morderca zostawia ślad. Po převozu do nemocnice zemřel. K 30. výročí této tragické události, 8. ledna 1997, odhalil polský režisér Andrzej Wajda na nástupišti pamětní desku.
Na přelomu 80. a 90. let dvacátého století prošla železniční stanice další rekonstrukcí.
V roce 2009 bylo vypsáno výběrové řízení na návrh revitalizace nádraží a jeho okolí. Vítězem se stala společnost GRUPA 5 z Varšavy. Stavební práce začaly 10. dubna 2010. Celkové náklady na modernizaci nádraží a jeho okolí se vyšplhaly na 162 mil. zlotých, z nichž 113 mil. zlotých spolufinancovala Evropská unie (Operační program Infrastruktura a životní prostředí). Při rekonstrukci železniční stanice byl v roce 2011 objeven cihlový tunel pocházející pravděpodobně z počátku 20. století.
Stavební práce byly dokončeny do zahájení Mistrovství Evropy ve fotbale 2012, které se v Polsku konalo v období od 8. června do 1. července 2012.

## Kino Dworcowe
V západním křídle budovy nádraží fungovalo od roku 1947 s krátkými přestávkami kino Dworcowe. Mimo jiné jej navštěvoval i Zbigniew Cybulski. Za 60 let svého provozu jím prošlo více než 7 milionů diváků. V roce 2007 bylo uzavřeno, k znovuotevření došlo v roce 2008.

## Železniční doprava
Vratislavské hlavní nádraží obsluhují dálkové vnitrostátní spoje jedoucí například do:
- Varšavy – (Warszawa Zachodnia, Warszawa Centralna, Warszawa Wschodnia)
- Poznaně – (Poznań Główny)
- Valbřichu – (Wałbrzych Główny)
- Katovic
- Gdyně – (Gdynia Główna)
- Kladska – (Kłodzko Główne)

## Galerie

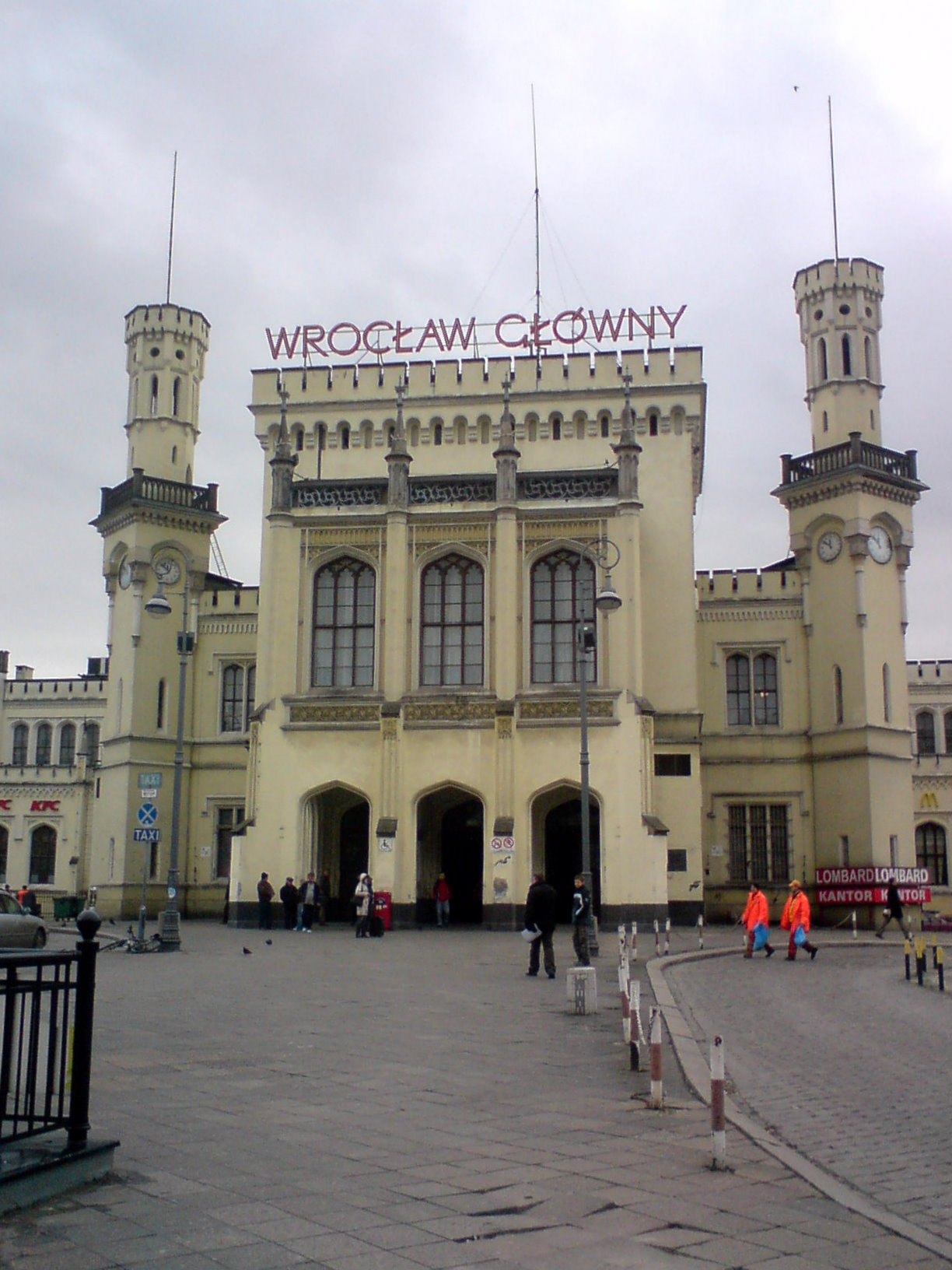
Staniční budova
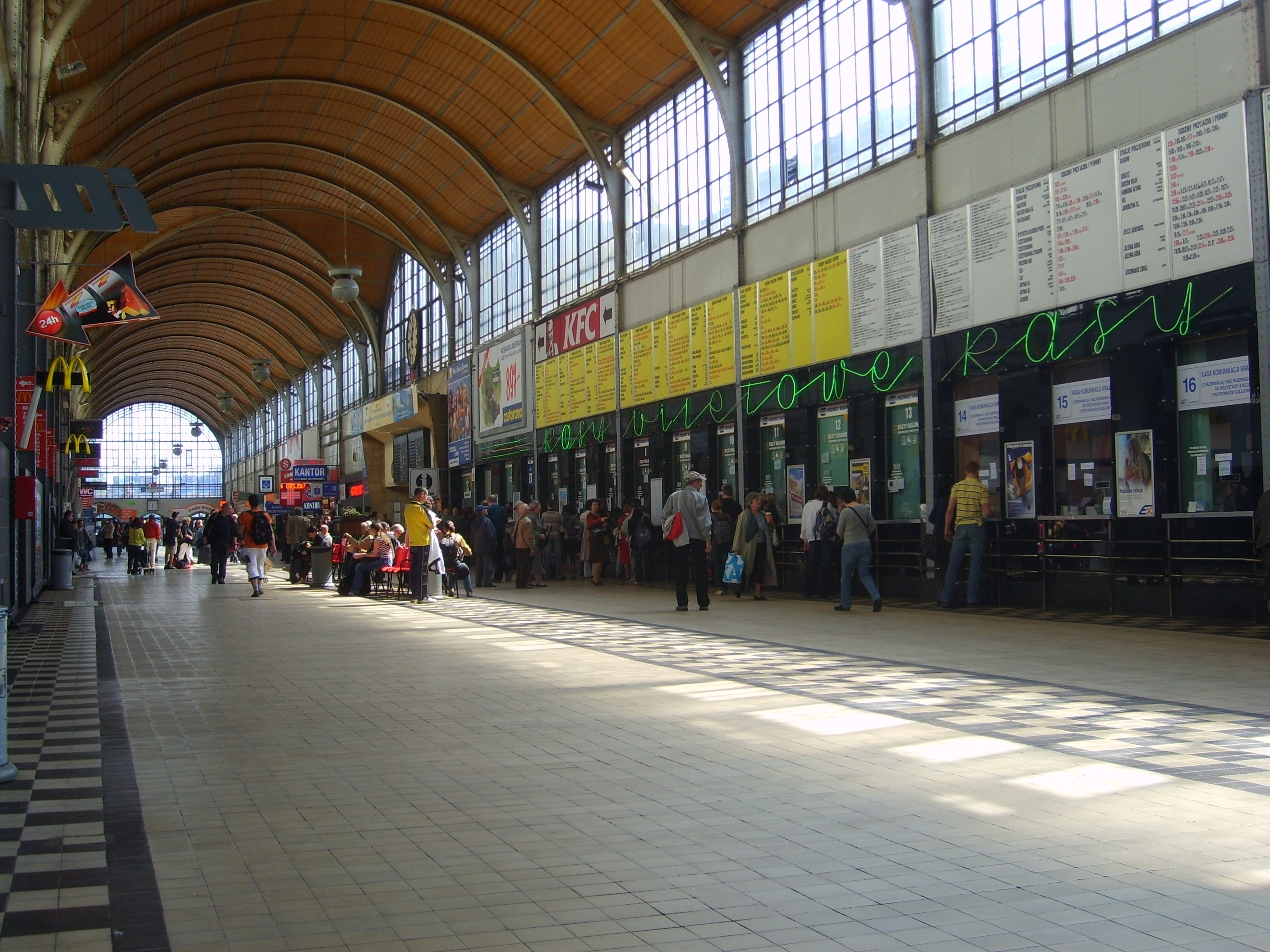
Příjezdová hala
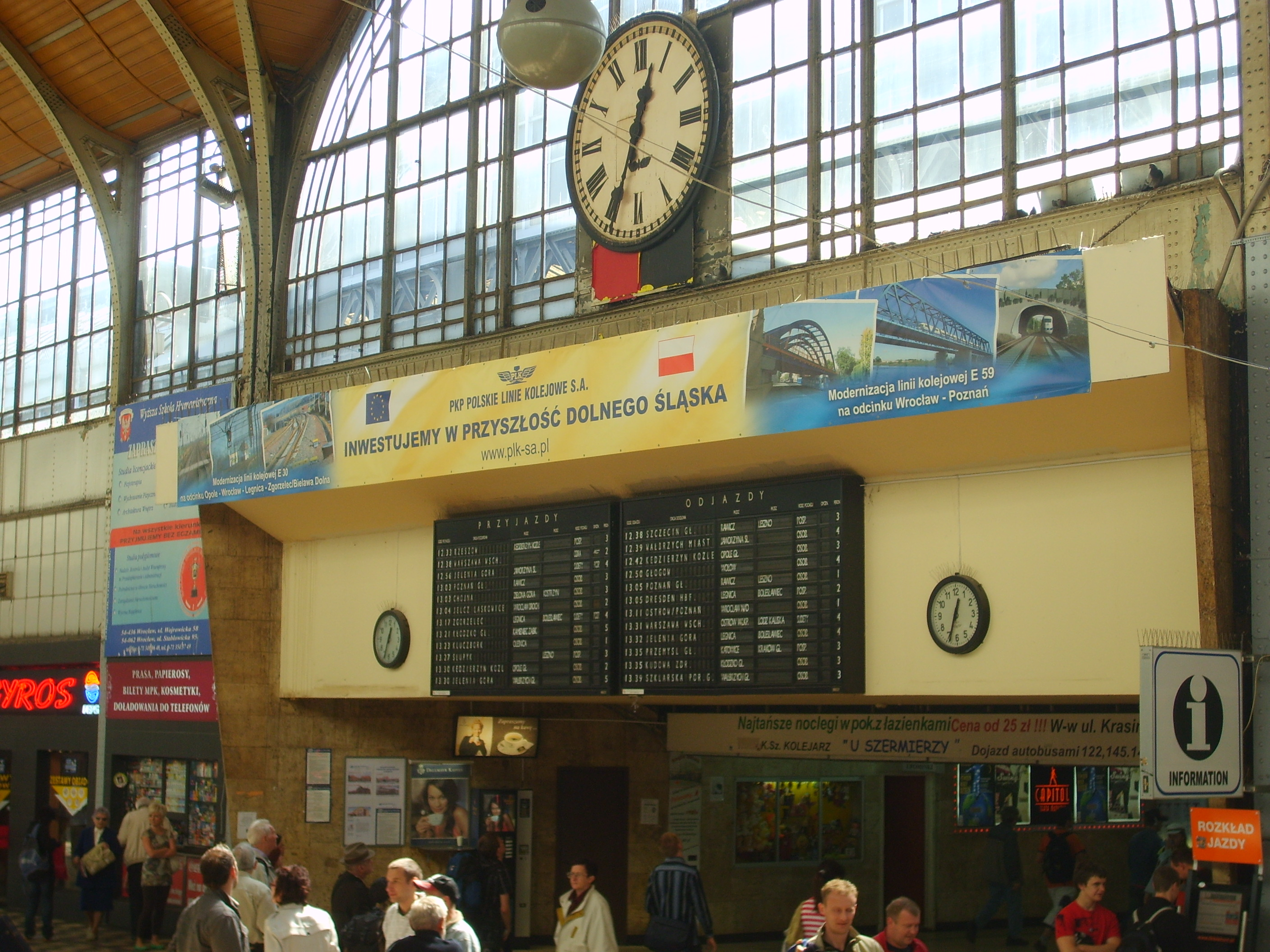
Příjezdová hala
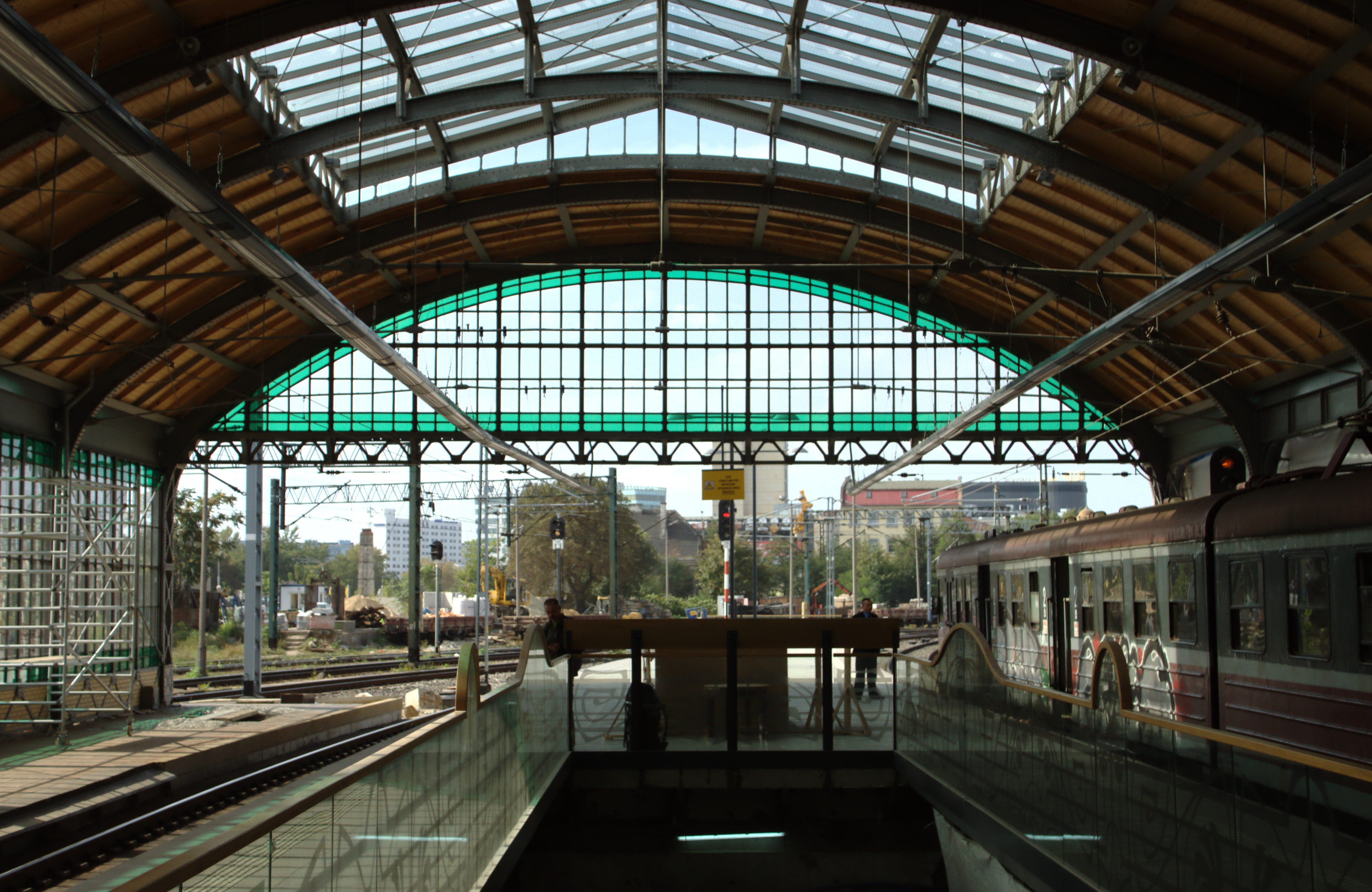
Konec nástupištní haly
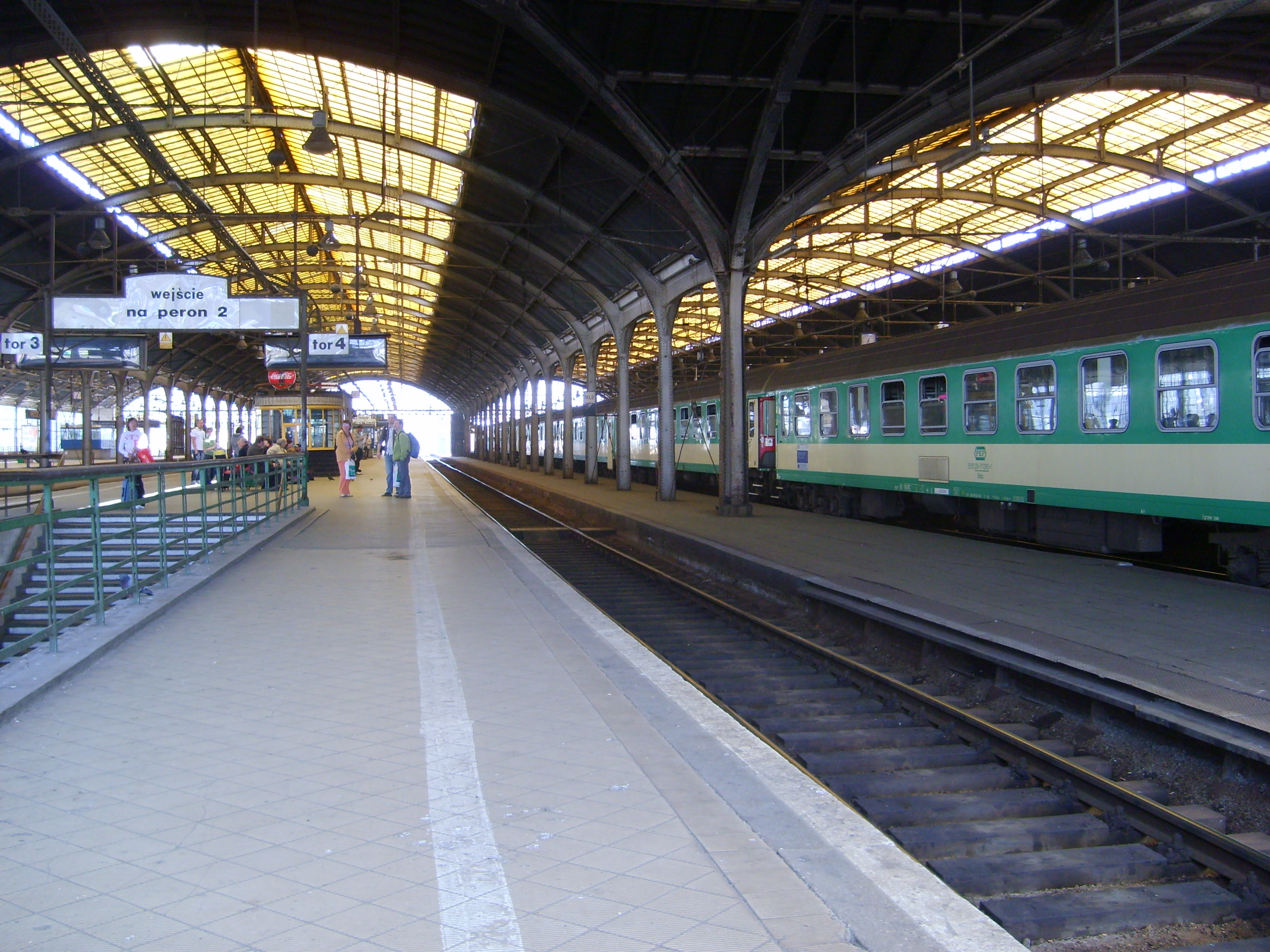
Nástupiště 2
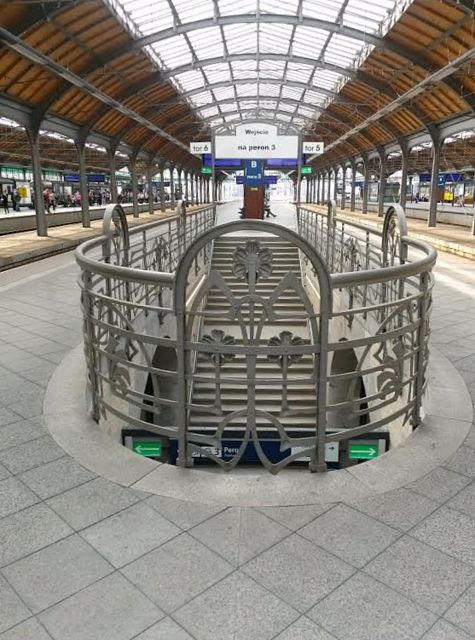
Nástupiště 3
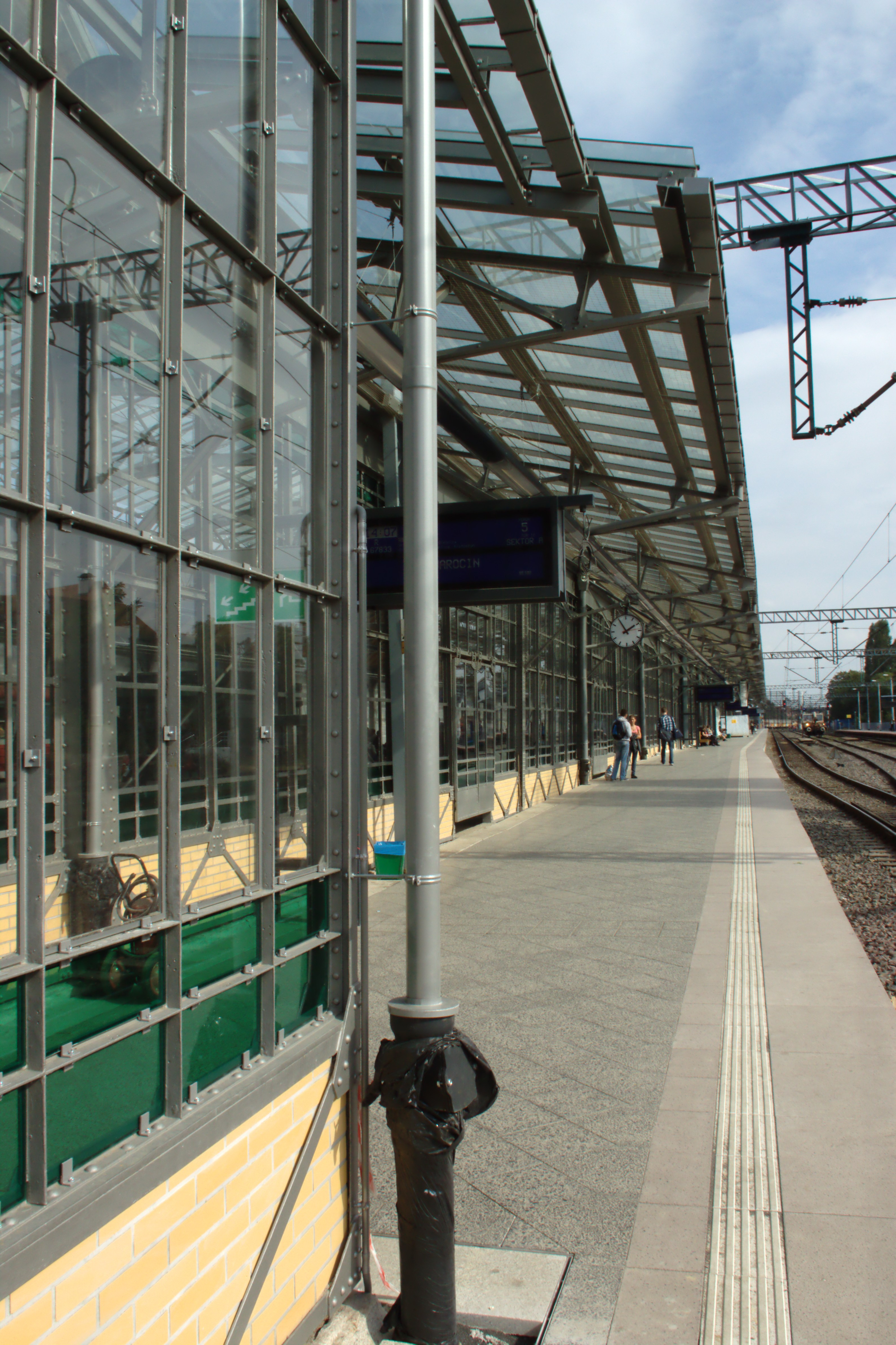
Nástupiště 5
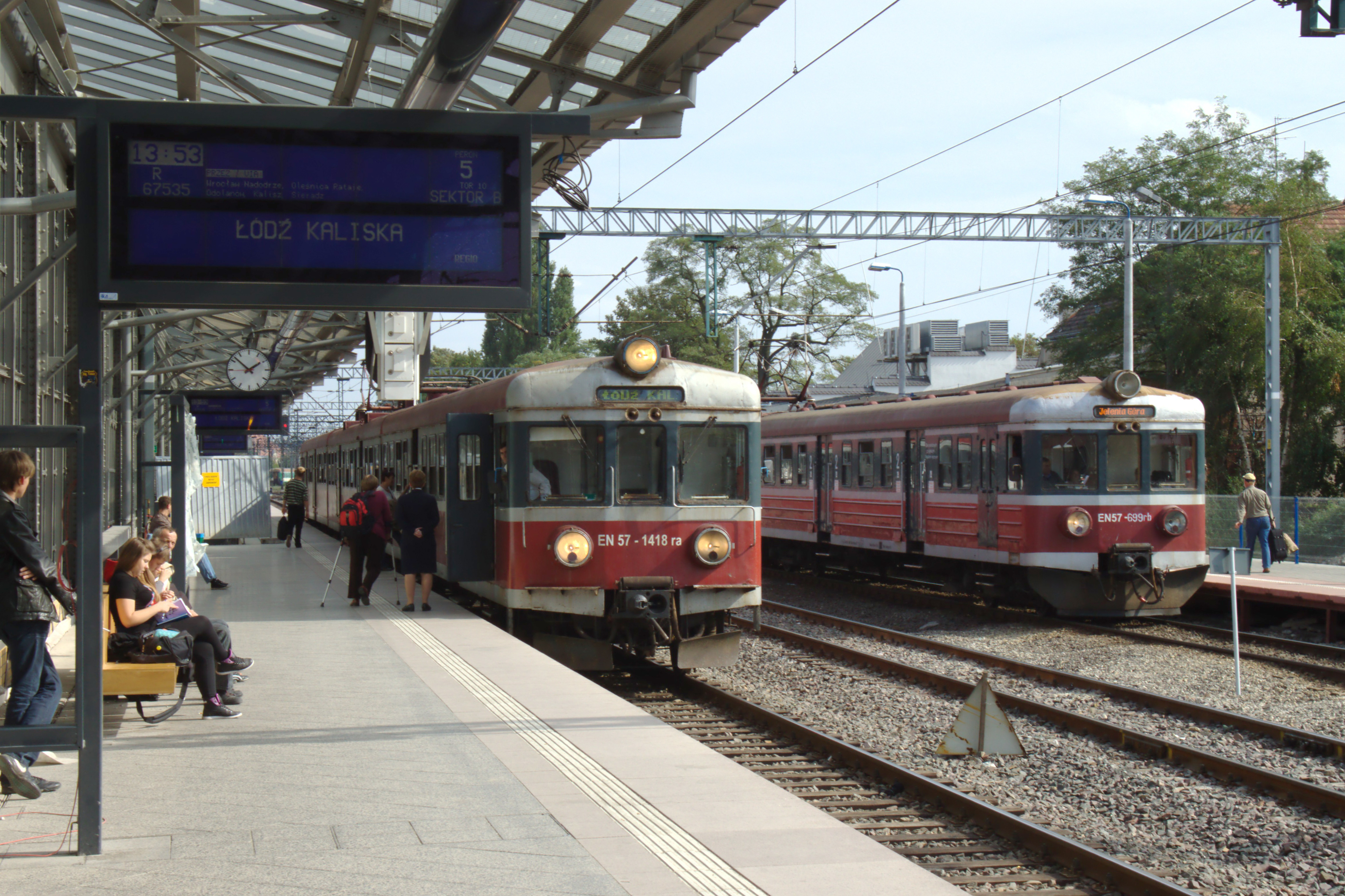
Nástupiště 5 a 6, příměstské jednotky
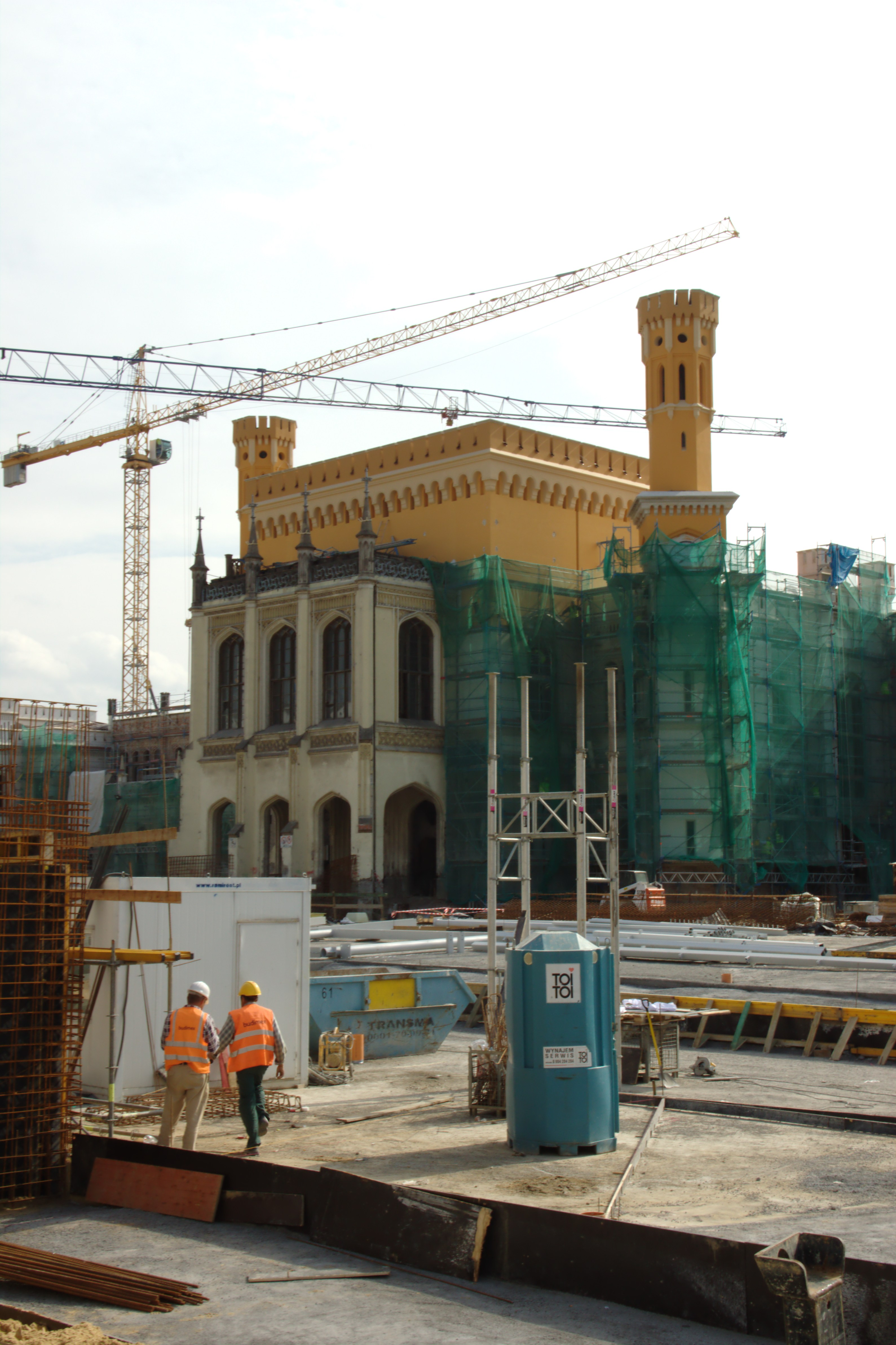
Rekonstrukce nádražní budovy (2011)
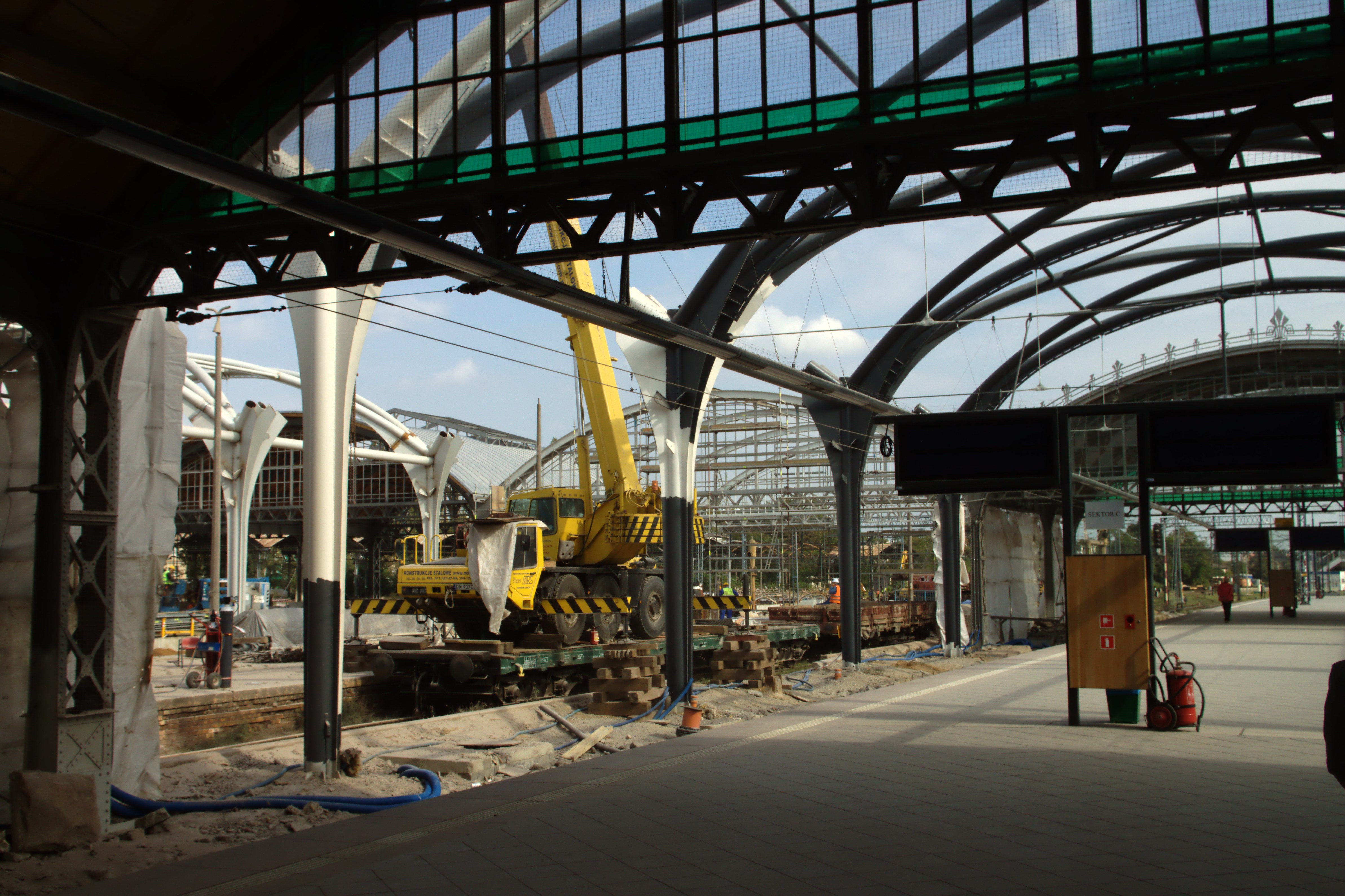
Stavba nové haly (2011)
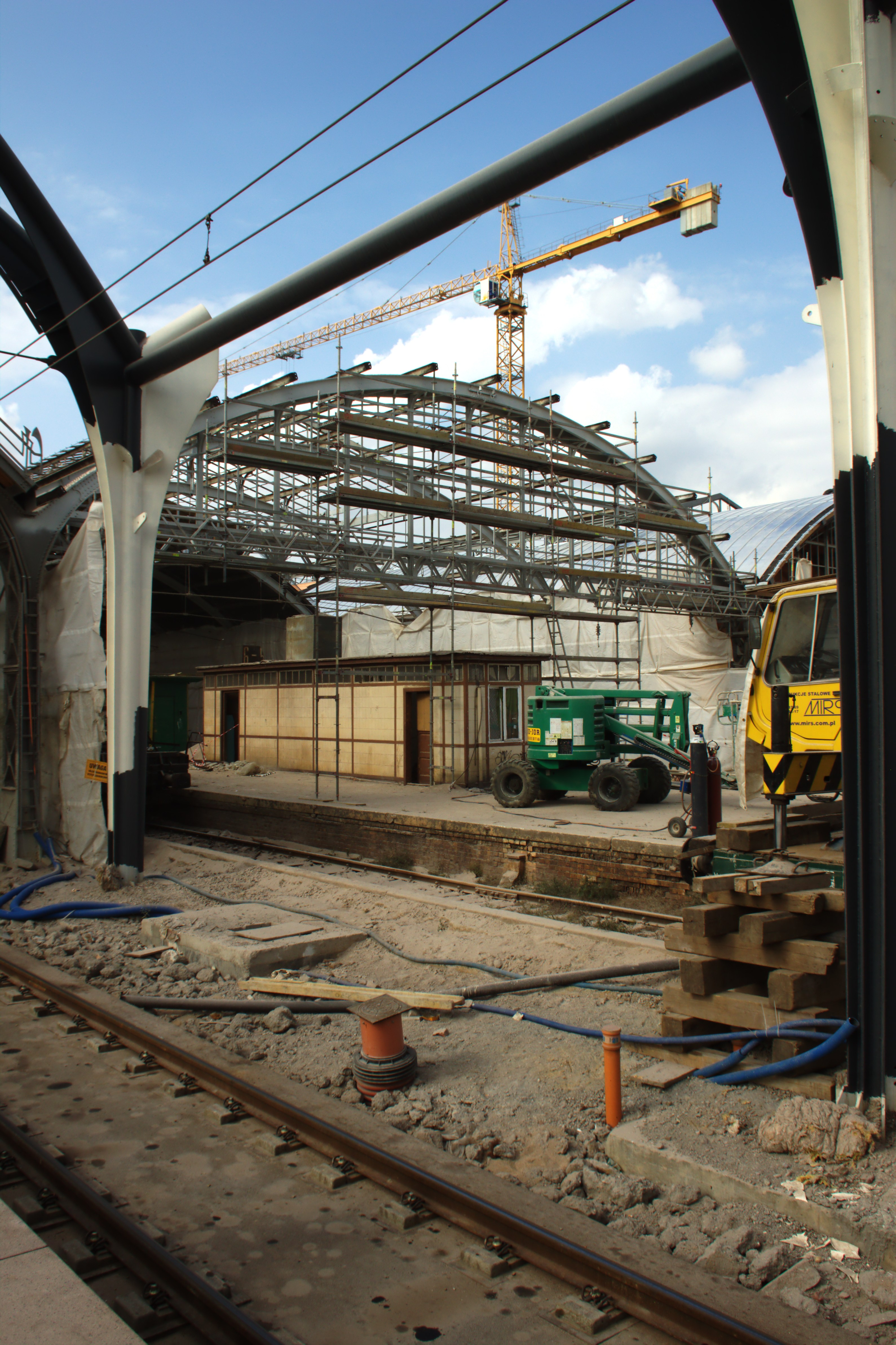
Stavba nové haly (2011)